# Ellis Paul
Ellis Paul, geboren als Paul Plissey (Aroostook County, 14 januari 1965), is een Amerikaanse singer-songwriter en folkgitarist.

## Biografie
Paul telt als een sleutelfiguur van de zgn. Bostonse school van songwriting. Meerdere van zijn popsongs verschenen in film- en televisie-producties.
- Gemeinsame Normdatei: 135097649
- International Standard Name Identifier: 0000 0000 5691 3926
- Library of Congress Control Number: no00043468
- MusicBrainz: b8f15e09-d79b-4b35-a183-7c6821f4bd5b
- SNAC: w6b70p7r
- Virtual International Authority File: 4474572
- WorldCat: E39PBJtmmHTGbj6t4Gwjq8B3wC